# Oberdielfen
Oberdielfen ist ein nördlicher Ortsteil der Gemeinde Wilnsdorf im Kreis Siegen-Wittgenstein in Nordrhein-Westfalen.

## Geographie

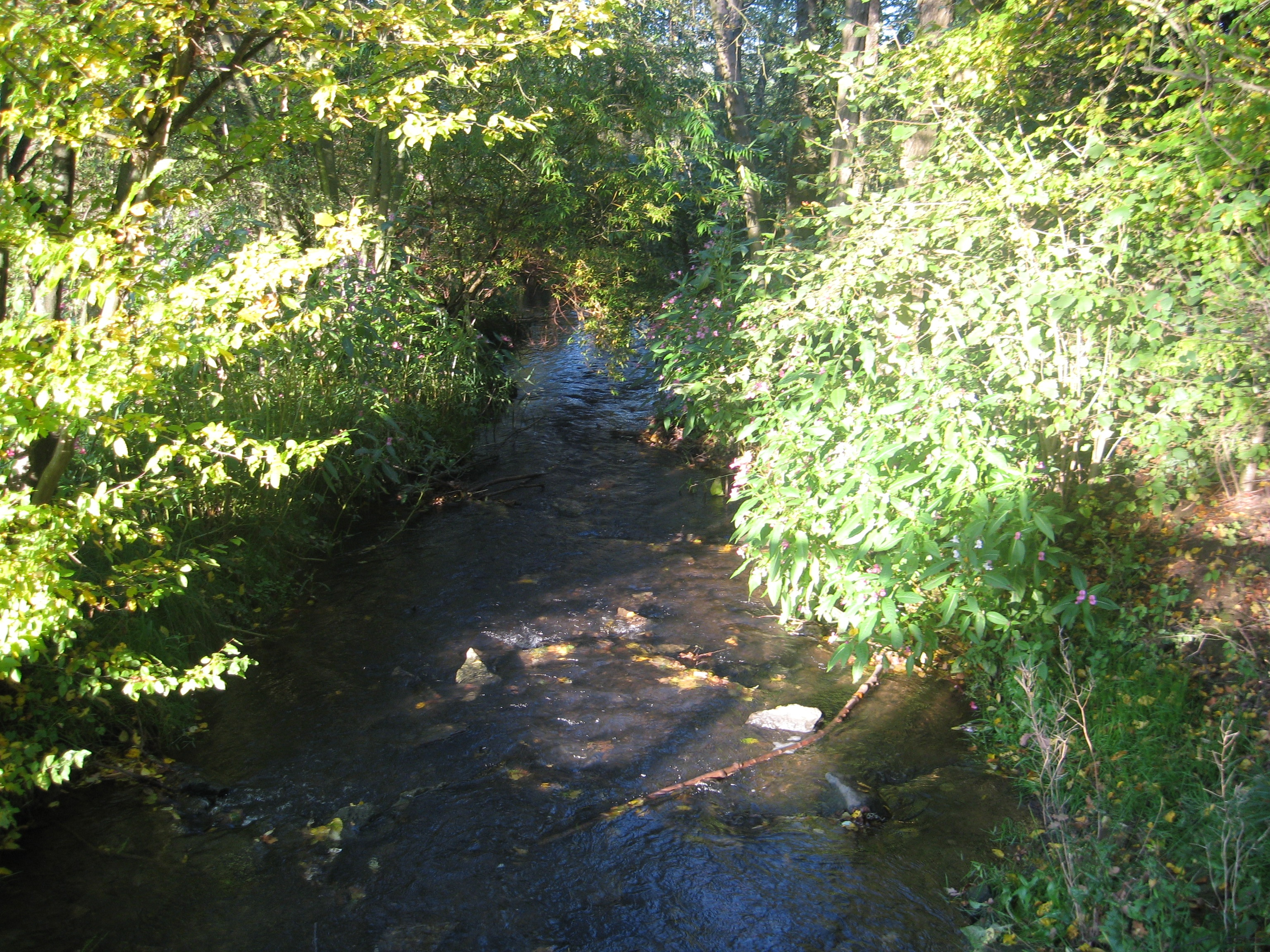
Dielfe (hier bei Niederdielfen)

Oberdielfen liegt etwa 7 km südöstlich von Siegen, rund 3 km (je Luftlinie) nördlich von Wilnsdorf bzw. direkt südlich von Niederdielfen auf einer Höhe zwischen 310 und 370 m. Der 430 m hohe Astenberg liegt etwa 1,2 km südwestlich des Oberdielfener Ortskernes.
Die Ortschaft wird von der 3 km langen Dielfe durchflossen, in deren Tal der Ort liegt und die der Namensgeber für Ober- und Niederdielfen ist. Sie entspringt am Fuß des Höhwäldchens (Ausläufer des Hoheroth; 451 m ü. NN) und mündet in Niederdielfen in die von Westen kommende Weiß. Die Gemarkung Oberdielfen hat eine Fläche von 4,44 km².
In der Gemarkung Oberdielfen gab es ein ehemaliges Rittergut, dessen Geschichte erst kürzlich erforscht und veröffentlicht worden ist. In der Fachliteratur – Ludwig Bald: Das Fürstentum Nassau-Siegen – unerwähnt, wurde dieser herrschaftliche Hof, dann eine preußische Domäne, zu einem Gemeindeeigentum, und schließlich Privatbesitz, indem sich alle Haushaltungen im oberen Dielfetal zusammentaten und es gemeinsam erwarben. Jahrhundertelang wurde von den verschiedensten Lehnsleuten und Pächtern Abgaben aus dem „Stockeland“ entrichtet, doch auf den Ämtern bis hin zur nass.-oranischen Regierung in Den Haag wusste niemand, wie groß das „Stockelandsgut“ war und wo es lag.

### Nachbarorte
Nachbarorte von Oberdielfen sind Niederdielfen im Norden, Anzhausen im Nordosten, Rudersdorf im Osten, Wilnsdorf im Süden, Rinsdorf im Südwesten und Obersdorf im Westen.

## Geschichte
Die Ersterwähnung „Dielfen“ erfolgt mit der Unterschrift „Syfridus de Dylfft“, der eine Urkunde am 21. Dezember 1333 als Zeuge unterschreibt. 1344 erhalten die Herren von Bicken den großen und kleinen Zehnt. Am 28. März 1389 verkaufen die Adlige von Achenbach ihre Zehnte an die Herren von Wildenburg. Am 29. April 1408 wird Oberdielfen mit dieser Bezeichnung so genannt. 1461 sind 13 Haushalte steuerpflichtig.

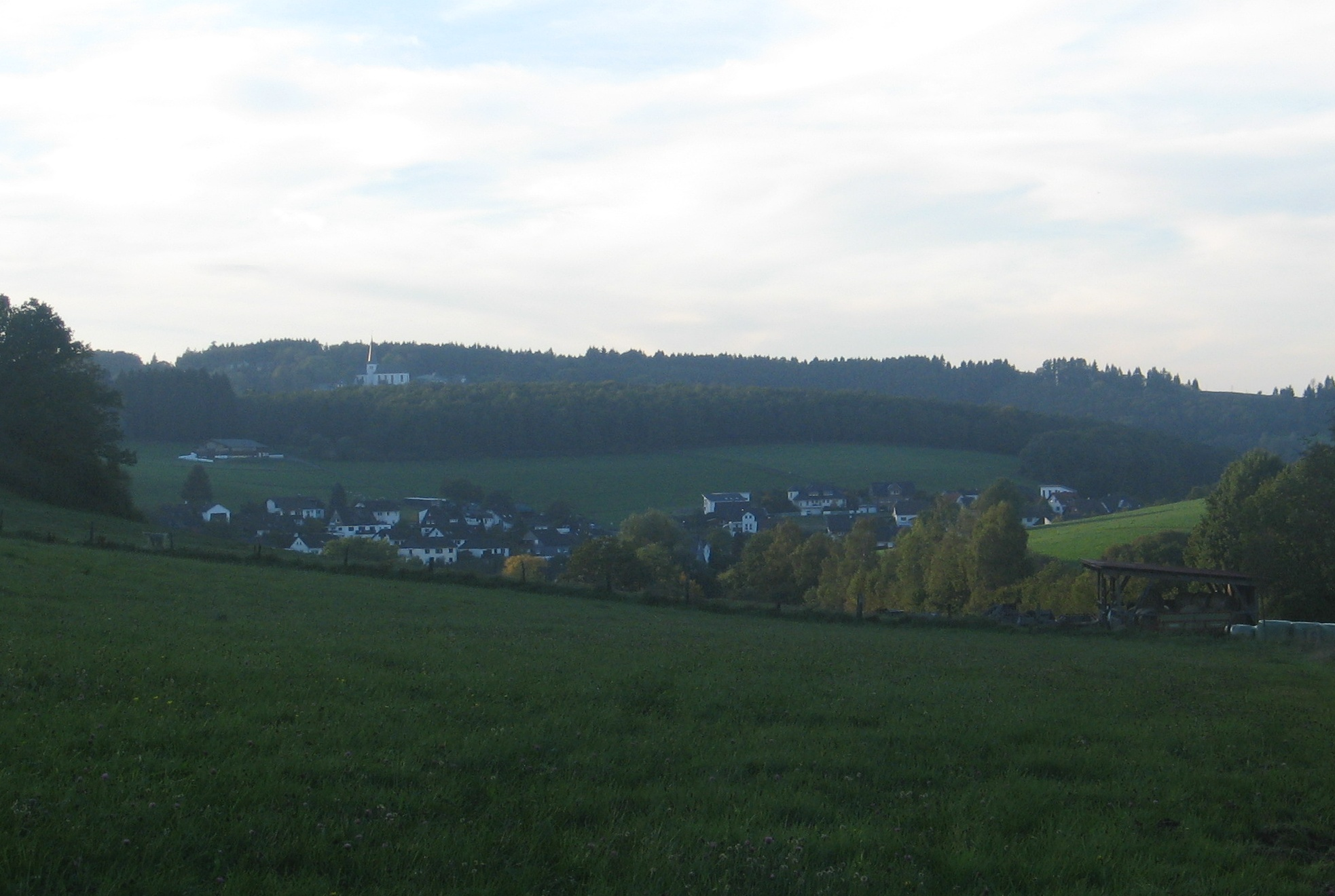
Ein Teil Oberdielfens

Am 16. Februar 1803 verkauft Reichsgraf von Hatzfeld-Wildenburg/Schönstein seine Zehnten an die Bewohner von Oberdielfen. Am 13. August 1850 lehnen die Gemeindevertreter die Fusion mit Niederdielfen ab. Am 14. Februar 1873 nimmt die Bleierz-Grube Silberkrone ihren Betrieb auf, welcher aber bereits 1880 wieder eingestellt wurde. Am 12. April 1885 kam es zur Gründung des Männergesangverein Einigkeit. 1899 nahm der Posaunenchor seine Arbeit auf. 1902/03 erfolgte die Gründung des FC Adler Oberdielfen.
Am 13. Januar 1930 wird der dritte Schulbau eingeweiht, zuvor ist 1822 die zweite Kapellenschule bezogen worden. Oberdielfen gehört zum alten Kirchspiel Rödgen, deren Zugehörigkeit zu welchem Bistum, immer noch nicht restlos geklärt ist. Vermutlich ist dies Worms, obwohl die Missionierung des Siegener Landes von Hessen aus, durch die Mainzer Kirche erfolgte.
Am 1. Januar 1969 wurde das Amt Wilnsdorf aufgelöst und die bis dahin eigenständige Gemeinde Oberdielfen im Zuge der kommunalen Neugliederung in die neue Großgemeinde Wilnsdorf eingegliedert.
Am 8. Dezember 1976 wird das evangelische Gemeindehaus eingeweiht. Der Heimatverein wird am 5. Mai 1984 gegründet. Die Ortskronik  von Eckhardt Behrendt mit der Häusergeschichte von Adolf Wunderlich und Gerhard  Pankratz erscheint unter seiner Regie 1994. Heute ist nur noch ein Kindergarten mit einem Bürgersaal im Schulgebäude vorhanden. Die Grundschule Oberdielfen ist am 15. April 1990 durch einen Ratsbeschluss nach Niederdielfen verlegt worden.

### Gruben
In Oberdielfen gab es folgende Gruben:
- Berggeist
- Concordia
- Glück auf
- Großer Stein
- Hubertus
- Rosenwald
- Silberkrone (Mutung 1873)
- Westfalia

### Einwohnerentwicklung
Einwohnerzahlen des Ortes:
| Jahr | Einwohner |
| ---- | --------- |
| 1773 | 169       |
| 1818 | 245       |
| 1885 | 356       |
| 1895 | 348       |
| 1905 | 387       |
| 1910 | 400       |
| 1925 | 452       |
| 1933 | 509       |

| Jahr | Einwohner |
| ---- | --------- |
| 1939 | 518       |
| 1950 | 664       |
| 1961 | 739       |
| 1967 | 1072      |
| 1969 | 1153      |
| 1991 | 1427      |
| 1994 | 1442      |
| 2005 | 1514      |

| Jahr | Einwohner |
| ---- | --------- |
| 2006 | 1480      |
| 2007 | 1495      |
| 2008 | 1396      |
| 2009 | 1470      |
| 2010 | 1459      |
| 2011 | 1440      |
| 2012 | 1454      |
| 2013 | 1434      |

| Jahr | Einwohner |
| ---- | --------- |
| 2014 | 1415      |
| 2015 | 1420      |
| 2016 | 1386      |

Anmerkungen: Zahlen 1969 / ab 1994 jeweils am 31. Dezember; 1991 am 31. März.

## Infrastruktur und Verkehrsanbindung
Oberdielfen verfügt über keine großen Industriegebiete oder -ansammlungen. Der Ort hat keine eigene Grundschule, aber einen Kindergarten.
Er liegt an der Landstraße 723, die Wilnsdorf mit Niederdielfen verbindet. Außerdem zweigt im Ort eine kleinere Straße ab, die auf die Höhe des Astenberges zur Bundesstraße 54 führt. Über Wilnsdorf ist Oberdielfen an die Bundesautobahn 45 angeschlossen.

## Persönlichkeiten
- Dieter Jung (* 1941), Holographiekünstler, Professor für Medien in Köln[15]